# Bernardina Mousaco
Bernardina Henriques Pereira Mousaco (* 23. oder 24. März 1992 in Culu Hun, Dili) ist eine osttimoresische Fußballspielerin.

## Karriere
Mousaco stand bei der Südostasienmeisterschaft 2016 im Kader der osttimoresischen Nationalmannschaft. Am 27. Juli 2016, beim ersten Länderspiel in der Geschichte des Landes, wurde sie in der Partie gegen Myanmar (0:17) in der 39. Minute für Julia Belo eingewechselt. Weitere Einsätze für die Nationalelf bestritt die Stürmerin nicht.
Ende 2018 schloss Mousaco ihr Studium an der Universidade Nasionál Timór Lorosa'e (UNTL) – Fakultät für Erziehungs-, Kunst- und Geisteswissenschaften, Fachbereich für English Language Teaching – mit einem Lizenziat (Licenciada em Educação) als Englischlehrerin ab.